# Salinas Grandes

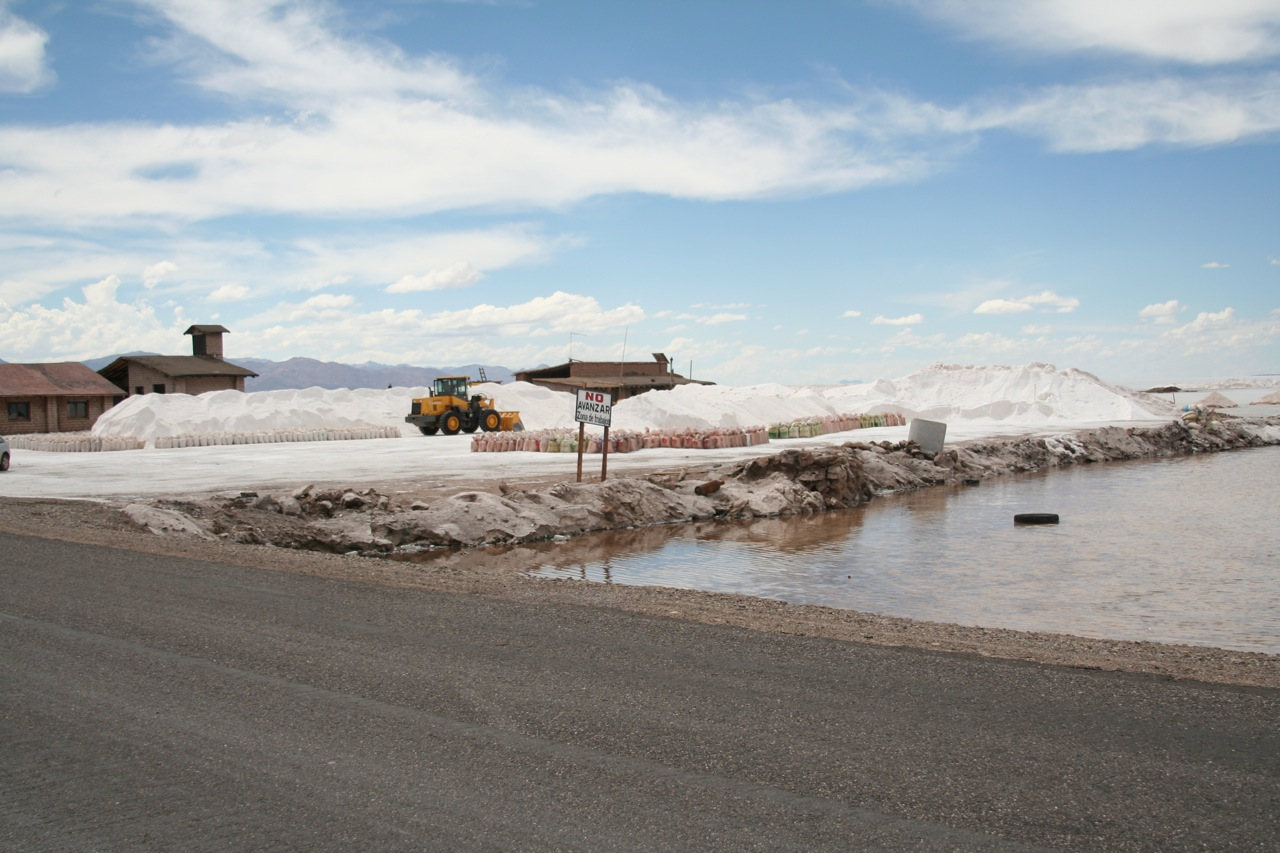
Salzverarbeitung (Salinas Grandes)

Die Salinas Grandes ist der Name von drei Salzwüsten (Salare) in Argentinien:
1. in den Provinzen Catamarca, Córdoba, La Rioja und Santiago del Estero, 30° 0′ S, 65° 0′ W
2. in den Provinzen Salta und Jujuy (Salinas Grandes del Noroeste), 24° 0′ S, 66° 0′ W
3. in den Provinzen Buenos Aires und La Pampa (Salinas Grandes del Sur), 39° 0′ S, 63° 0′ W

## Salinas Grandes
Der Salinas Grandes (30° 0′ S, 65° 0′ W) liegt in einer abflusslosen Senke im Grenzgebiet der Provinzen Catamarca (Departamento La Paz), Córdoba (Departamento Cruz del Eje, Departamento Ischilín, Departamento Minas, Departamento Sobremonte und Departamento Tulumba), La Rioja (Departamento Chamical) und Santiago del Estero (Departamento Ojo de Agua). Die durchschnittliche Ausdehnung der stark schwankenden Wasserfläche beträgt 6.000 km².

## Salinas Grandes del Noroeste

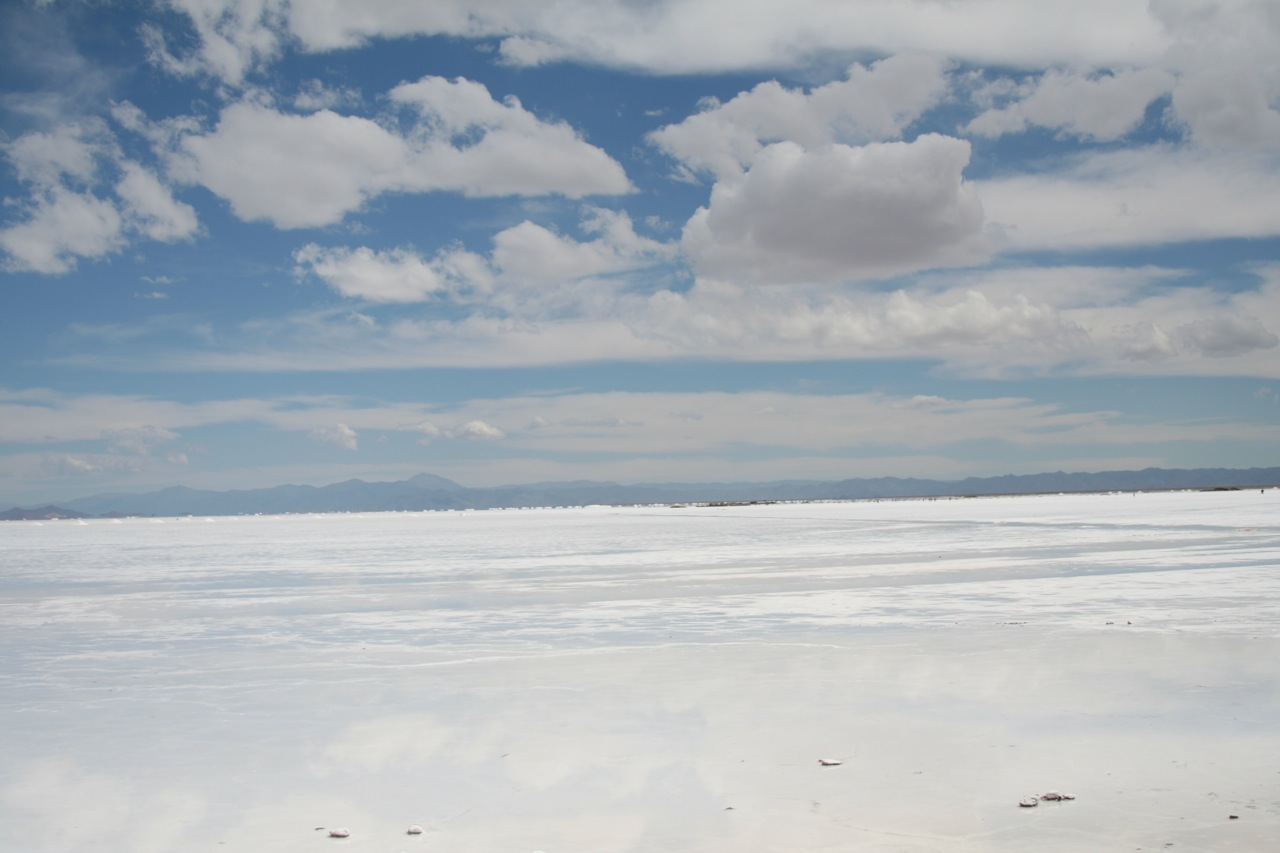
Salinas Grandes del Noroeste

Die Salinas Grandes del Noroeste (24° 0′ S, 66° 0′ W) liegen im Grenzgebiet der Provinzen Salta (Departamento La Poma) und Jujuy (Departamento Cochinoca und Departamento Tumbaya) in einem Hochtal auf etwa 3.450 m über dem Meeresspiegel. Der etwa 212 km² große See entstand vor 5 bis 10 Millionen Jahren im Zuge tektonischer Veränderungen am Ostabhang der Anden. Dadurch verloren mehrere Flüsse, wie der Rio del San Antonio de los Cobres, der Rio de los Burros und der Rio Talao, ihren Abfluss und bilden heute die Hauptquellen der Salinas Grandes und der nördlicher gelegenen Laguna de Guayatayoc.
Die 30 Zentimeter starke, meist aus Natriumchlorid bestehende Salzschicht wird nahe einer künstlichen Insel am Damm der Ruta Nacional 52 abgebaut.

## Salinas Grandes del Sur
Die Salinas Grandes del Sur (39° 0′ S, 63° 0′ W) liegt nur etwa 45 km südwestlich der Provinzhauptstadt Bahía Blanca; sie sind eine Anzahl tektonisch bedingter kleinerer Senken im Grenzgebiet der Provinzen Buenos Aires und La Pampa nahe dem Río Colorado, die sich nach Überflutungen während der Trockenzeit mit Salz füllten. Sie wurden bereits im 18. und 19. Jahrhundert kommerziell ausgebeutet, ein Transport nach Buenos Aires war problemlos und ermöglichte beispielsweise das Pökeln von Fleisch. Die wichtigsten Förderstätten befinden sich im Departamento Puan, im Departamento Adolfo Alsina und Departamento Villarino, wo eine Tiefe von 61 Meter unterhalb des Meeresspiegels erreicht wird.